# Kenneth Reeves
Kenneth Reeves (sinh năm 1951) từng là thị trưởng Cambridge, Massachusetts, Hoa Kỳ, từ năm 1992 đến năm 1995 và một lần nữa từ năm 2006 đến năm 2007, ông là người đàn ông Mỹ gốc Phi đồng tính công khai đầu tiên từng làm thị trưởng của bất kỳ thành phố nào ở Hoa Kỳ.
Reeves theo học tại các trường công lập ở Detroit và tốt nghiệp trường trung học kỹ thuật Cass vào năm 1968. Sau một năm tại Trinity College ở Hartford, Connecticut, Reeves đến Cambridge, Massachusetts, để theo học Đại học Harvard, nơi ông lấy bằng về lịch sử và văn học Mỹ năm 1973. Năm 1976, Reeves tốt nghiệp trường Luật Đại học Michigan.
Cuộc bầu cử của Cambridge là không đảng phái, nhưng ông tự nhận mình là Đảng Dân chủ. Reeves tốt nghiệp Cao đẳng Harvard. Khi còn là thị trưởng, ông là thành viên của Thị trưởng chống lại Liên minh súng bất hợp pháp, một tổ chức được thành lập vào năm 2006 và được đồng chủ trì bởi thị trưởng Thành phố New York Michael Bloomberg và thị trưởng Boston Thomas Menino.
Reeves đã ngừng trả phí hàng năm cho Massachusetts Bar vào năm 1998 và do đó bị đình chỉ hành nghề luật. Ông tuyên bố rằng ông không thấy logic trong việc trả tiền cho Bar trong khi ông không tích cực hành nghề luật.
Reeves đã thành công với tư cách là thị trưởng vào năm 2008 bởi E. Denise Simmons, người trở thành thị trưởng đồng tính nữ người Mỹ gốc Phi công khai đầu tiên ở Hoa Kỳ.